# Shin Chae-ho
Shin Chae-ho (en coréen : 신채호), né le 8 décembre 1880 à Daejeon et mort le 21 février 1936, est un historien, figure du nationalisme coréen et un militant pour l'indépendance coréen. Il considérait que la connaissance de l'histoire était essentielle pour promouvoir le patriotisme et il s'est efforcé de la présenter sous une forme qui renforçait l'identité nationale. Après l'établissement du protectorat japonais, il quitte l'université Sungkyunkwan où il était professeur, devient journaliste et participe à la création de la Sinminhoe, une organisation indépendantiste secrète avant de partir poursuivre son action en Chine. Il meurt en 1936 dans une prison japonaise d'une hémorragie cérébrale.

## Biographie
Exilé en Chine, Shin édite deux journaux à Shanghai : Sin daehan (littéralement : Nouvelle grande-Corée) et Heavenly Drum (Cheon-go). Le premier fut publié durant quatre mois, d'octobre 1919 à janvier 1920; le second entre janvier et juillet 1921.
Heavenly Drum fut également publié en chinois classique. Ce mensuel se composait d'articles écrits pas des Coréens et des Chinois - traitant de l'entraide et de l'alliance avec la Chine face aux menaces extérieures. Dans le troisième numéro de la revue, de février 1921, un article traitait de la mort de Kropotkine - décédé le mois de janvier. C'est Shin lui-même qui l'a rédigé sous son pseudonyme :  Nammyeong. Il souligne l'idée de solidarité, chère à Kropotkine, ainsi que sa personnalité. Shin l'admirait, touché par son livre, Aux jeunes gens. On ne sait toutefois pas si Shin était présent physiquement à Shanghai à cette époque.
Shin s'intéressait au mouvement anarchiste de longue date, et rejoindra le mouvement au début des années 1920. Il nourrit en effet de bonnes relations avec des anarchistes chinois importants - comme  Cai Yuanpei ou Li Shizeng, tous deux membres de l'Université de Pékin.
Li a passé plusieurs années à Paris, enseigne à l'université et joue un rôle considérable au Guomindang - le parti nationaliste chinois. En 1918, Li permet à Shin de séjourner à Pékin et d'accéder à la bibliothèque universitaire. Il y étudie la Préhistoire coréenne, et lit Liu Sifu, communément appelé Shifu - ou « l'âme de l'anarchisme chinois ». Les écrits de Kōtoku Shūsui, en particulier Sur l'Oblitération du Christ (Kirisuto Massatsuron), lui font forte impression.
En mai 1929, la police japonaise l'arrête, et il décède en prison quelques années plus tard.

## Citation
« Transformer tous les systèmes absurdes de notre vie, construire une Corée idéale, dans laquelle un être humain ne puisse plus opprimer un autre être humain, ni une société capable d'exploiter une autre société. » -  Shin Chaeho, Déclaration de la révolution coréenne, janvier 1923.

## Ouvrages
- Essai : Toksa sillon, « Nouvelle lecture de l'Histoire », 1908
- Chosŏn sanggomunhwasa, « L'Histoire de l'ancienne Corée », 1924 et 1925[4],[5]